# Ракель Корраль
Ракель Корраль  (ісп. Raquel Corral, 1 грудня 1980) — іспанська спортсменка, спеціалістка з синхронного плавання, олімпійська медалістка.

## Виступи на Олімпіадах
| Олімпіада  | Дисципліна | Місце |
| ---------- | ---------- | ----- |
| Афіни 2004 | командні   | 4     |
| Пекін 2008 | командні   | 2     |